# Arnold Hendrik Koning (Maler, 1860)

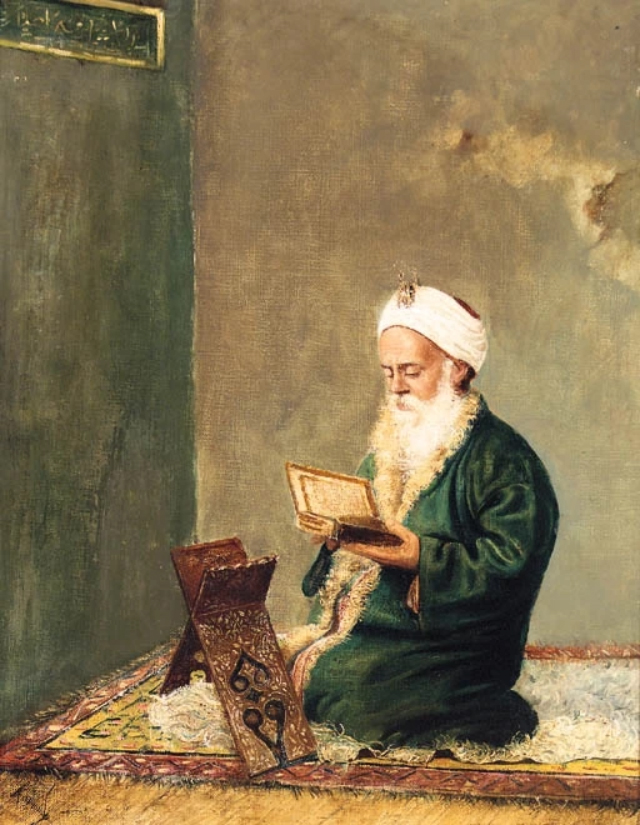
Betender Mann

Arnold Hendrik Koning (* 2. April 1860 in Winschoten; † 20. Januar 1945 in Barneveld)  war ein niederländischer Genre- und Landschaftsmaler, älterer Bruder von Edzard Willem Koning (1869–1954).
Koning studierte von 1880 bis 1885 an der Rijksakademie van beeldende kunsten in  Amsterdam bei August Allebé, Sybrand Altman  und Barend Wijnveld jr. sowie an der Koninklijke Academie van Beeldende Kunsten in Den Haag.
1886 unternahm er eine Reise durch Frankreich, wo er Theo van Gogh und Vincent van Gogh traf.
Er war Mitglied von „Arti et Amicitiae“ in Amsterdam und „Pulchri Studio“ in Den Haag.
Von 1886 bis 1903 nahm er an Ausstellungen in Amsterdam, Arnhem. Groningen und Den Haag teil.
Arnold Koning heiratete 1893 und zog nach Rijswijk. Aus der Ehe gingen zwei Kinder hervor. 1897 zog die Familie nach Ede. Nach einer Scheidung 1909 zog er nach Voorthuizen in der Gemeinde Barneveld. In Voorthuizen ließ er ein Haus bauen und heiratete wieder. Im Winter 1944/45 fiel er zu Hause die Kellertreppe hinunter und starb.